# Jan Tyc
Jan Franciszek Tyc (ur. 11 grudnia 1927 w Ligocie, zm. 7 kwietnia 2000) – polski działacz partyjny i państwowy, inżynier górnictwa i budownictwa, podsekretarz stanu w Ministerstwie Górnictwa (1980–1981) oraz Ministerstwie Górnictwa i Energetyki (1981).

## Życiorys
Syn Antoniego i Marii. Od 1942 do 1945 skierowany na roboty przymusowe do przedsiębiorstwa budowlanego w Blachowni. Od 1945 do 1948 uczył się w Państwowym Gimnazjum i Liceum w Bielsku-Białej, następnie uzyskiwał stopnie inżyniera budownictwa lądowego (1952) i magistra inżyniera górnika (1968) na Politechnice Śląskiej. W 1952 pracował w Bielskim Zjednoczeniu Budowlanym, następnie od 1953 w Przedsiębiorstwie Budownictwa Przemysłu Węglowego w Katowicach, gdzie od 1956 zajmował stanowisko naczelnego inżyniera. W 1962 wstąpił do Polskiej Zjednoczonej Partii Robotniczej. W 1963 przeszedł na fotel dyrektora technicznego w Centrali Zjednoczenia Budowlano-Montażowego Przemysłu Węglowego w Katowicach, w 1973 został dyrektorem naczelnym tego przedsiębiorstwa. Od października 1978 do października 1980 dyrektor generalny, następnie podsekretarz stanu w Ministerstwie Górnictwa (październik 1980 – sierpień 1981) oraz Ministerstwie Górnictwa i Energetyki (sierpień – listopad 1981).
Został pochowany na Centralnym Cmentarzu Komunalnym w Katowicach.